# Silence Is Sexy
Silence Is Sexy — восьмой студийный альбом немецкой экспериментальной музыкальной группы Einstürzende Neubauten, изданный в 2000 году. Достиг 28-й строчки в немецком национальном хит-параде Media Control Charts.

## Об альбоме
Рецензент Allmusic Энди Келлман написал, что «Einstürzende Neubauten уже не могут быть такими разрушительными, как в свои первые дни, но они всё ещё знают, как захватить воображение». Критик посетовал на некоторую растянутость 70-минутного альбома, но вместе с тем отметил, что длительность Silence Is Sexy «позволяет группе представить каждый элемент, сделавший Einstürzende Neubauten одним из наиболее важных и влиятельных коллективов в экспериментальной музыке». Обозреватель New Musical Express написал, что «на протяжении двух десятилетий наследие группы присваивалось тевтонскими экспериментаторами в направлении техно, пост-рокерами, исполнителями диджитал-хардкора и так далее <…> но немецкая индастриал-группа всё никак не уходит».

## Список композиций
Слова и музыка: Бликса Баргельд, Йохен Арбайт, Александр Хаке, Руди Мозер, Н. У. Унру.
1. «Sabrina» — 4:39
2. «Silence Is Sexy» — 7:00
3. «In Circles» — 2:30
4. «Newtons Gravitätlichkeit» — 2:01
5. «Zampano» — 5:40
6. «Heaven Is of Honey» — 3:54
7. «Beauty» — 1:59
8. «Die Befindlichkeit des Landes» — 5:43
9. «Sonnenbarke» — 7:49
10. «Musentango» — 2:13
11. «Alles (Ein Stück im alten Stil)» — 4:43
12. «Redukt» — 10:17
13. «Dingsaller» — 5:46
14. «Total Eclipse of the Sun» — 3:52

Лимитированное издание
1. «Pelikanol» — 18:30

## Участники записи
- Бликса Баргельд — вокал, орган Хаммонда, слайд-гитара, клавикорд, вибрафон
- Александр Хаке — перкуссия, синтезатор, бэк-вокал
- Йохен Арбайт — гитара, вибрафон
- Руди Мозер — большой и малый барабаны, перкуссия
- Н. У. Унру — ударные, тарелки, маракасы